# Столяров Микола Миколайович
Микола Миколайович Столяров (нар. 10 серпня 1948, Шепетівка, Хмельницька область) — радянський та український архітектор. Член Львівської обласної організації Національної спілки архітекторів України (від 1986 р.).

## Життєпис
Народився 10 серпня 1948 року у місті Шепетівка Хмельницької області в родині військового інженера-будівельника. Мешкав за місцем проходження служби батька у містах Золочів, Івано-Франківськ, Ужгород, тому спочатку навчався у середній школі № 4 міста Ужгород (1955—1958 рр.), а потім у львівській середній школі № 17 міського відділу народної освіти із російською мовою викладання (1958—1966 рр.). 
По закінченню середньої школи у 1966 році вступив на інженерно-будівельний факультет Львівського політехнічного інституту, який закінчив у 1972 році. За фахом — інженер-будівельник.
Від 1969 року по даний час працює у Державному інституті проєктування міст «Містопроект» (колишнє ДП «Український державний науково-дослідний інститут проектування міст „Діпромісто“ імені Ю. М. Білоконя»), а від 1978 року й до 2003 року працював на посаді Головного архітектора проєктів інституту. 
Член спілки архітекторів України від 1986 року.
Лауреат державної премії України в галузі архітектури 2013 року у складі групи архітекторів за створення комплексу стадіону на вул. Стрийській — Кільцевій дорозі у місті Львові.
Учасник та переможець багатьох архітектурно-проєктних конкурсів, автор реалізованих робіт з містобудування та об'єктів громадського, житлового, відпочинкового та сакрального призначення.
Мешкає у Львові від 1958 року. 2003 року відкрив власну справу, а саме архітектурно-проєктне бюро «Столяров і партнери».

## Роботи
Брав участь у проєктуванні громадських та сакральних споруд, житлових будинків у Львові та Львівській області, зокрема:
- Будівля автовокзалу «Львів» на вулиці Стрийській, 109 (1976—1980; у співавторстві з архітектором В. Сагайдаковським та інженерами В. Бойківим і О. Єфремовим)[4].
- Будинок меблів на вулиці Любінській, 92 (1985; співавтори архітектори С. Зем'янкін, З. Підлісний та інженер Я. Крук)[5];
- Прибудова до будинку відділу мистецтв Львівської наукової бібліотеки імені Василя Стефаника НАН України на вулиці Бібліотечній, 2 (2006; керівник авторського нагляду, автор у складі авторського колективу; архітектор Ю. Столяров)[6];
- офісна будівля львівської філії АТ «Банк Кредит Дніпро» на проспекті Шевченка, 32 (1988—1992; керівник авторського нагляду, автор у складі авторського колективу; архітектор Ю. Столяров)[7];
- Будівля готелю «Тустань» на вулиці Любінській, 168а (1988—1992; керівник авторського нагляду, автор у складі авторського колективу; архітектор Процюк Ю.)[8];
- Житлові будинки в с. Оброшине, Львівського району, Львівської області (2006—2009; ГАП, автор, розробник РД, керівник авторського нагляду)[9].